# منطقه هلوتشین

منطقه هلوتشین (چکی: Hlučínsko) از لحاظ تاریخی بخش مهمی از سیلزی چک است که اکنون بخشی از استان موراوی-سیلزی در جمهوری چک است. این شهر از بزرگترین شهر خود، هلوتشین نامگذاری شده‌است. مساحت آن ۳۱۶٫۹ کیلومتر مربع (۱۲۲٫۴ مایل مربع) است و در سال ۲۰۰۱ حدود ۷۳۹۱۴ نفر سکنه داشته‌است.